# Anarchisme expropriateur
L'anarchisme expropriateur (espagnol : anarquismo expropiador) est le nom donné à la pratique du vol, du cambriolage, de l'escroquerie et du faux-monnayage par certains groupes d’affinité anarchiste en Argentine et en Espagne,,.  Les délits commis étaient considérés par ces groupes comme un moyen d'exproprier la bourgeoisie. Elle a connu son apogée entre 1920 et 1935, par des anarchistes tels que Buenaventura Durruti, Francisco Ascaso, Severino Di Giovanni, Miguel Arcángel Roscigna et Lucio Urtubia. L'anarchisme expropriateur se distinguait de l'illégalisme français car il n'était pas conçu comme un mode de vie, mais comme un moyen d'atteindre des fins politiques, comme le financement de révoltes, de propagande anarchiste, etc.

## Types

### Une origine espagnole
Le groupe Los Solidarios (« Les Solidaires ») est un groupe de lutte armée anarchiste fondé en 1922 ou en 1923 à Barcelone en réponse à la stratégie de « guerre sale » mise en œuvre par le gouvernement et le patronat pour réprimer les syndicats ouvriers. Il a été créé comme successeur d'un précédent groupe, Los Justicieros (« Les justiciers »), créé à Saragosse.  Le groupe a été créé par des anarcho-syndicalistes, dans le but de mettre sur pied un réseau permettant d'acheter et de stocker des armes avec lesquelles attaquer des membres de Sindicato Libre (« Syndicat libre »), un syndicat téléguidé par le patronat.  Los Solidarios est responsable de braquages de banque, tels que le braquage de la Banque d’Espagne de septembre 1923, ainsi que de l’assassinat du cardinal de Saragosse Juan Soldevilla y Romero en 1923. 
Afin d'échapper à la dictature de Miguel Primo de Rivera, Buenaventura Durruti, Francisco Ascaso et d’autres membres s'enfuient en France, puis en Amérique latine, où ils sont inculpés pour de nouveaux vols.  De retour en Europe, ils s'installent en France, à Paris, et, accusés de tenter d'assassiner Alphonse XIII lors d'une visite dans la capitale, doivent se réfugier dans la clandestinité. Expulsés de France, ils partent s'installer en Belgique. L’avènement de la Seconde République espagnole en 1931 pousse certains membres, ceux qui avaient réussi à retourner en Catalogne, à rejoindre la Federación Anarquista Ibérica (« Fédération anarchiste ibérique »), et à former un groupe parallèle appelé Nosotros (« Nous »). Leur ligne politique était plus radicale que celle de la FAI elle-même.  Le groupe se dissout en tant que tel lorsque la guerre civile espagnole éclate, mais ses membres continuent à travailler au sein de la FAI. 

### Une greffe sud-américaine en Argentine
Le premier vol à fin politique en Argentine a été conduit par le russe Germán Boris Wladimirovich, en 1919.  Le but était d'obtenir assez de fonds pour financer des brochures de propagande concernant la révolution russe. Le vol ayant échoué, Wladimirovich est arrêté avec son collaborateur Andrés Babby.

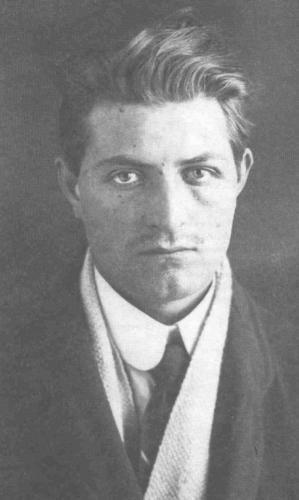
Severino Di Giovanni.

Miguel Arcángel Roscigna et Andrés Vázquez Paredes, qui avaient collaboré avec Buenaventura Durruti et Los Solidarios en Argentine, organisent par la suite une série d'attentats à la bombe contre les intérêts des États-Unis à la suite de l'exécution de Sacco et de Vanzetti. Le célèbre expropriateur italien Severino Di Giovanni se joignit à eux dans cette opération.  En octobre 1927, Roscigna et Vázquez Paredes, aux côtés d'Antonio Moretti et de Vicente Moretti, planifièrent un braquage à l'hôpital Rawson de Buenos Aires où ils obtinrent la somme de 141 000 pesos.  Selon l'historien Oswaldo Bayer, Roscigna finança avec le butin la contrefaçon de pesos argentins. 
Les frères Moretti et les trois Catalans recommandés par Durruti décidèrent de voler le Cambio Messina à Montevideo. Le résultat fut de trois morts et seulement 4000 pesos volés.  Malgré leur emprisonnement, ils réussirent à s'enfuir de manière spectaculaire peu de temps après.  Di Giovanni commença à publier un magazine de propagande anarchiste intitulé Culmine financé en partie par des vols.  Le magazine anarcho-syndicaliste La Protesta commença à critiquer Di Giovanni et son groupe, allant même jusqu'à les accuser d'être des espions au service de la police.  Rosigna continua les expropriations, dans le but d'aider les anarchistes qui avaient été faits prisonniers.  Cet argent fut utilisé pour libérer les anarchistes de la prison de Punta Carretas.  Les anarchistes expropriateurs luttèrent aussi contre la police en représailles après que celle-ci a commencé à réprimer le mouvement anarchiste.  Avant d'être arrêté, Di Giovanni avait commencé à publier un nouveau magazine, Anarchia, également financé par des expropriations.  Il finit par être exécuté aux côtés de Paulino Scarfó. 

### Des mouvements sporadiques en Europe de l'Est

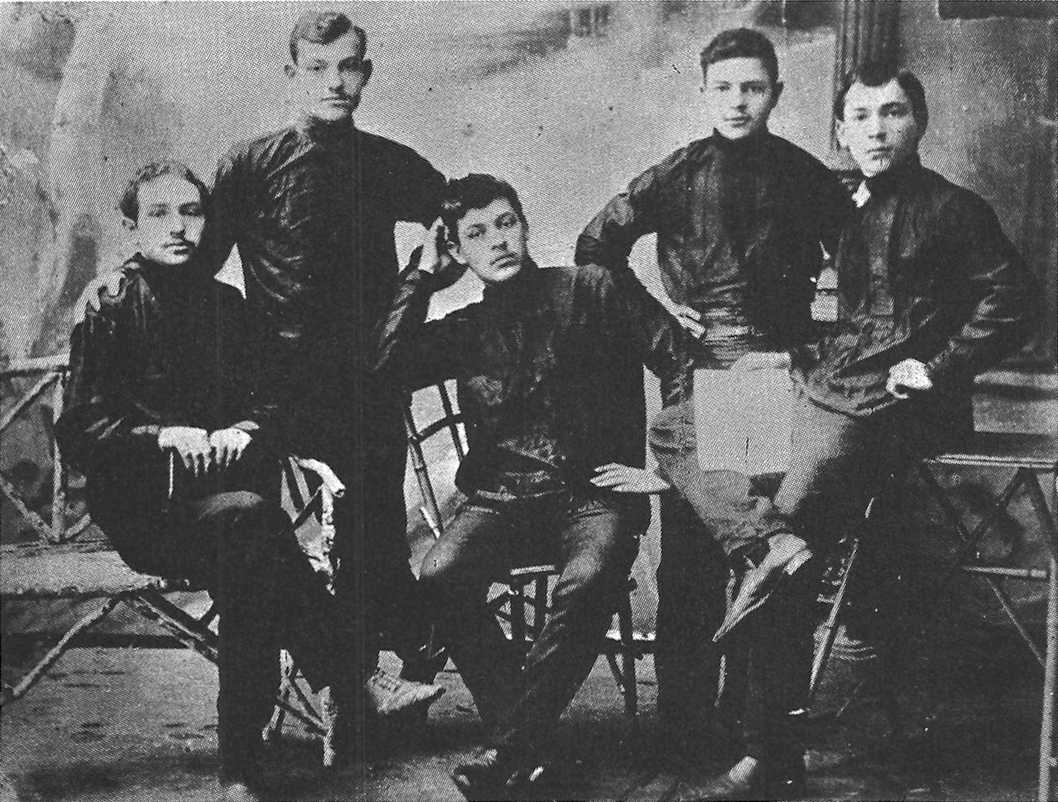
Chernoe Znamia.

Des groupes tels que Rewolucyjni Mściciele (Vengeurs révolutionnaires) et Chernoe Znamia (La bannière noire ), actifs au début du XXe siècle, utilisaient l’expropriation pour financer leurs activités.

## Dans les temps modernes

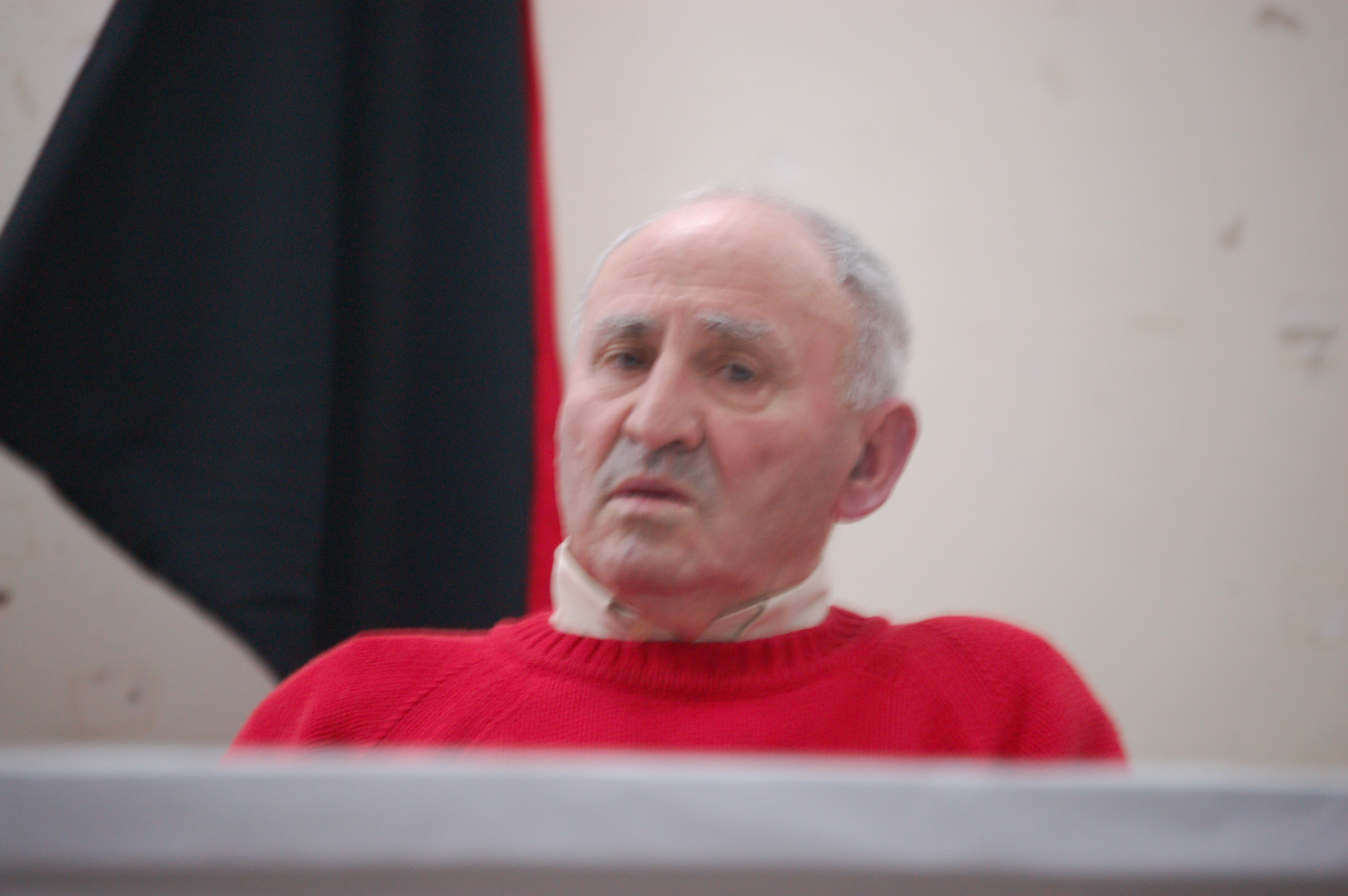
Lucio Urtubia.

Lucio Urtubia est un anarchiste espagnol connu pour sa pratique de l'anarchisme expropriateur. Parfois comparé à Robin  des Bois, Urtubia a commis des cambriolages et organisé la création de contrefaçons au cours des années 1960 et 1970. Selon Albert Boadella , "Lucio est un Don Quichotte qui n'a pas lutté contre les moulins à vent, mais contre un véritable géant".